# Operațiunea Berlin (Atlantic)
Operațiunea Berlin a fost un raid naval executat de cuirasatele germane Scharnhorst și Gneisenau împotriva convoaielor comerciale aliate în perioada ianuarie – martie 1941. Comandantul operațiunii a fost amiralul Günther Lütjens, care avea să fie numit ulterior la comanda raidului naval Rheinübung executat de  cuirasatul  Bismarck și crucișătorul Prinz Eugen
Operațiunea programată inițial pentru decembrie 1940 a fost amânată până pe 22 ianuarie 1941, când cuirasatele au plecat în misiune din portul Kiel. Vasele germane au fost reperate în timpul deplasării prin strâmtorile Danemarcei și Amiralitatea britanică a conceput un plan pentru neutralizarea lor. Amiralul John Tovey a pornit în căutarea Gneisenau și Scharnhorst în fruntea unei forțe puternice (trei cuirasate, opt crucișătoare și unsprezece distrugătoare). Obiectivul britanicilor era să intercepteze vasele germane la trecerea printre Islanda și Insulele Feroe. În schimb, Lütjens și-a condus flotila în Oceanul Atlantic, evitând forța britanică, și s-a poziționat astfel încât să intercepteze convoaiele dintre Canada și Regatul Unit. 
Germanii au reperat convoiul HX-106, dar nu au atacat când au reperat cuirasatul de escortă Ramillies. Amiralul Lütjens avea ordine să evite lupta cu vasele de război inamice. Germanii au fost norocoși pentru că britanicii nu au reușit în schimb să identifice corect poziția celor cuirasatelor Scharnhorst șî Gneisenau. 
După ce au realimentat cu combustibil, flotila germană a ratat interceptarea convoiului HX-111, dar a dat accidental peste un convoi de vase goale, care se reîntorcea în SUA. În timpul unui atac care a durat 12 ore, germanii au scufundat cinci vase, dar americanii au dat alarma. Cele două cuirasate s-au mutat după aceasta spre sud de Insulele Azore, pentru interceptarea convoaielor care transportau mărfuri din Africa de Vest spre Regatul Unit. 
Un nou convoi a fost reperat dar, germanii au renunțat să îl atace datorită prezenței cuirasatului HMS Malaya. În schimb, Scharnhorst și Gneisenau s-au retras și s-au mulțumit să dirijeze atacurile submarinelor.
După acest episod, vasele germane s-au mutat din nou în Atlanticul de vest și au reușit să scufunde un cargou. A urmat atacarea unui convoi neescortat. Germanii au scufundat sau capturat 16 vase comerciale. Unul dintre aceste vase, cargoul Chilean Reefer, a pus probleme importante atacatorilor. Nu doar că a reușit să comunice poziția precisă a atacatorilor, dar a și deschis focul împotriva Gneisenau cu tunul de mic calibru de la bord. Amiralul Lütjens, a decis în aceste condiții să își retragă vasele și să scufunde cargoul de la o distanță sigură. În acest timp, în zonă a apărut cuirasatul HMS Rodney, care se pare că a răspuns la apelul radio al Chilean Reefer, iar flotila germană s-a îndepărtat în mare grabă. 
Navele germane au primit în cele din urmă ordinul să revină în portul Brest. Flotila germană a luat contact cu escorta aeriană pe 21 martie, iar a doua zi a ancorat în port. 
Scharnhorst și Gneisenau au navigat cam 18.000 mile timp de 60 de zile și au distrus sau capturat 22 de vase. Misiunea lor a fost sprijinită de vasele de aprovizionare și tancurile petroliere Uckermark, Ermland, Schlettstadt, Friedrich Breme și Hamburg.

## Resurse internet
- Scharnhorst: the history: Operation Berlin Arhivat în 19 iulie 2019, la Wayback Machine.